# كأس النرويج 1930
كأس النرويج 1930 (بالنرويجية: Norgesmesterskapet i fotball for menn 1930)‏ هو الموسم 29 من كأس النرويج. أشرف على تنظيمه اتحاد النرويج لكرة القدم، وكان عدد الأندية المشاركة فيه 128، وفاز فيه أورن هورتن ‏.